# Hymenonema
Hymenonema es un género de plantas con flores perteneciente a la familia  Asteraceae. Consta de 2 o 3 especies aceptadas de las 8 descritas.

## Descripción
Son plantas herbáceas perennifolias de tallos ramificados solitarios o poco numerosos, y hojas pinnatifidas principalmente en roseta basal y con unas pocas y diminutas en el tallo. Los capítulos son escasos, con un involucro de varias filas de brácteas de margen escarioso/membraneaceo, las internas mucho más largas que las externas. El receptáculo, alveolado, tiene páleas marginales y los limbos de las lígulas son más o menos lineales-ovalados, de color amarillo, de ápice truncado y con 5 dientes. Los aquenios son penta-angulosos, de pelos adpresos y los externos están envueltos por las brácteas escamosas más internas. El vilano está constituido por  2-3 filas de escamas y eventualmente por cerdas rígidas sub-plumosas.

## Distribución
El género es endémico de Grecia continental y la mayoría de las islas hasta Creta al sur; presencia nativa dudosa en Turquía.

## Taxonomía
El género fue descrito por Alexandre Henri Gabriel de Cassini y publicado en Bull. Sci. Soc. Philom. Paris, 1817, p. 34, en el año 1817.
Etimología
Vocablo compuesto del latín hymen, membrana y nema, hilo, tela, trama, aludiendo probablemente a alguno de los órganos membranosos de la planta (márgenes de las brácteas involucrales externas, páleas, ramas del estilo, vilano, ...).

## Especies aceptadas
- Hymenonema graecum (L.) DC.
- Hymenonema laconicum Boiss. & Heldr. ex  Boiss.
- Hymenonema tournefortii Cass.